# Masayoshi Son
Masayoshi Son (Tosu, 11 augustus 1957) is een Japanse ondernemer en oprichter van de Japanse multinational SoftBank.

## Biografie
Son werd geboren als zoon van Koreaanse immigranten en ging Engels en informatica studeren. Op 16-jarige leeftijd verhuisde hij naar San Francisco en studeerde daar economie aan de Universiteit van Berkeley. Hij volgde colleges informatica en leerde zichzelf programmeren.
Son ontwikkelde en patenteerde een vertaalapparaat dat hij voor 1,7 miljoen dollar aan Sharp verkocht. Met het verdiende geld importeerde hij het arcadespel Space Invaders voor op de campus. Na zijn afstuderen in 1980 richtte hij Unison op, dat later werd gekocht door Kyocera.

## Carrière
In 1981 keerde Son terug naar Japan en richtte daar het softwarebedrijf SoftBank op. In 1995 bezat SoftBank een aandeel van 37% in Yahoo! Japan en hij kocht COMDEX voor 900 miljoen dollar en Kingston Technology voor 2,1 miljard dollar. Vlak voor de internetzeepbel was SoftBank ongeveer 140 miljard dollar waard.
Son wilde breedbandinternet groot maken. De hiervoor opgerichte bedrijven, Softbank Networks en BB Technologies, werden al snel succesvolle concurrenten van Nippon Telegraph and Telephone (NTT), de grootste telecomonderneming in Japan.
Op 17 maart 2006 verwierf het bedrijf Vodafone Japan voor ongeveer $15 miljard en Son werd directeur.
Son investeerde veel in internetbedrijven, zoals Yahoo! in 1995, maar hij stak ook $20 miljoen in Alibaba in 1999. SoftBank bezat in 2018 ongeveer een derde aandeel, dat toentertijd $108 miljard dollar waard was. In juni 2020 verliet Son het bestuur van Alibaba.
Hij is eigenaar van het Japanse honkbalteam Fukuoka SoftBank Hawks.

## Vermogen
Volgens de Bloomberg Billionaires Index wordt Son's vermogen geschat op 35,8 miljard Amerikaanse dollar, waarmee hij de op een na rijkste man in Japan is. Hij is ook recordhouder van meest verloren vermogen tijdens de internetzeepbel in 2000. In dat jaar verloor hij een bedrag van circa $75 miljard.
In 2020 stond Son op de 32e plek in de lijst van rijkste mensen ter wereld.

## Filantropie
In 2011 maakte Son bekend om 10 miljard yen (toentertijd ruim 88,7 miljoen euro) en de rest van zijn salaris tot pensioen te doneren aan slachtoffers van de zeebeving nabij Sendai.